# Антеннаблениусы
Антеннаблениусы (лат. Antennablennius) — род собачковых (Blenniidae), встречается в основном в западных регионах Индийского океана.

## Виды
- Antennablennius adenensis (Fraser-Brunner, 1951) — западная часть Индийского океана
- Южный антеннаблениус (Antennablennius australis)[1] (Fraser-Brunner, 1951) — западная часть Индийского океана
- Antennablennius bifilum (Günther, 1861) — западная часть Индийского океана
- Antennablennius ceylonensis (Bath, 1983) — около Шри-Ланки
- Antennablennius hypenetes (Klunzinger, 1871) — север Красного моря до Персидского залива
- Antennablennius simonyi (Steindachner, 1902) — Аденский и Персидский залив
- Antennablennius variopunctatus (Jatzow & Lenz, 1898) — западная часть Индийского океана